# Geoffroy de Coëtmoisan
Geoffroy de Coëtmoisan  (mort le 30 novembre 1380) est un ecclésiastique breton qui fut successivement évêque de Cornouaille de 1352 à 1357 et évêque de Dol de 1357 à 1380.

## Biographie
Geoffroy de Coëtmoisan est d'origine basse bretonne. Abbé bénédictin de l'abbaye Saint-Pierre de la Couture depuis 1343 nommé par Innocent VI évêque de Cornouaille le 3 octobre 1352. Il succède à Simon Le Maire comme évêque de Dol lors du transfert de ce dernier à l'évêché de Chartres le 20 mars 1357.
Cependant selon le Pouillé de l'archevêché de Rennes édité par l'abbé Amédée Guillotin de Corson il est précédé sur le siège épiscopal par un certain Nicolas répertorié dans les registres d'Urbain V et mort le 16 mars 1366 suivi par Jean des Pas nommé le 7 juin 1367 et mort en 1373 . Toutefois, après avoir réexaminer les documents produits,  l'addenda de l'article des Annales de Bretagne La «Métropole de Bretagne » conclu « Ainsi la question est tranchée . Entre Simon Le Maire et Guy de Roye les documents officiels ne nous permettent d'accepter qu'un seul évêque de Dol qui est Geoffroy de Coëtmoisan » 
Après sa mort Urbain VI tente d'imposer à Dol le 16 juin 1381 Pierre Amelius commendataire de l'abbaye de Saint-Méen qui ne siège jamais face aux évêque investis par Clément VII:  Guy de Roye puis Évrard de Trémagon.